# 新月駅
新月駅（にいつきえき）は、岩手県一関市室根町字上前木にある、東日本旅客鉄道（JR東日本）大船渡線の駅である。

## 歴史
新月駅の名は旧新月村（宮城県本吉郡、現在の気仙沼市新月地区）に由来するが、場所は岩手県にある。これは、新月地区の大船渡線沿線に峡谷が多く、適当な土地がなかったため、現在の位置に駅舎を建てざるをえなかったという事情による。ちなみに、約80メートルほど東側に移動すれば宮城県気仙沼市である。

### 年表
- 1929年（昭和4年）7月31日：開業[3]。
- 1962年（昭和37年）3月1日：貨物の取り扱いを廃止[3]。
- 1972年（昭和47年）11月1日：荷物の扱いを廃止[4]。無人化[5][6]。
- 1987年（昭和62年）4月1日：国鉄分割民営化により、JR東日本の駅となる[3]。
- 2024年（令和6年）10月1日：えきねっとQチケのサービスを開始[1][7]。

## 駅構造
単式ホーム1面1線を有する地上駅である。ブロック作りの簡易駅舎のある無人駅で、気仙沼駅が管理している。

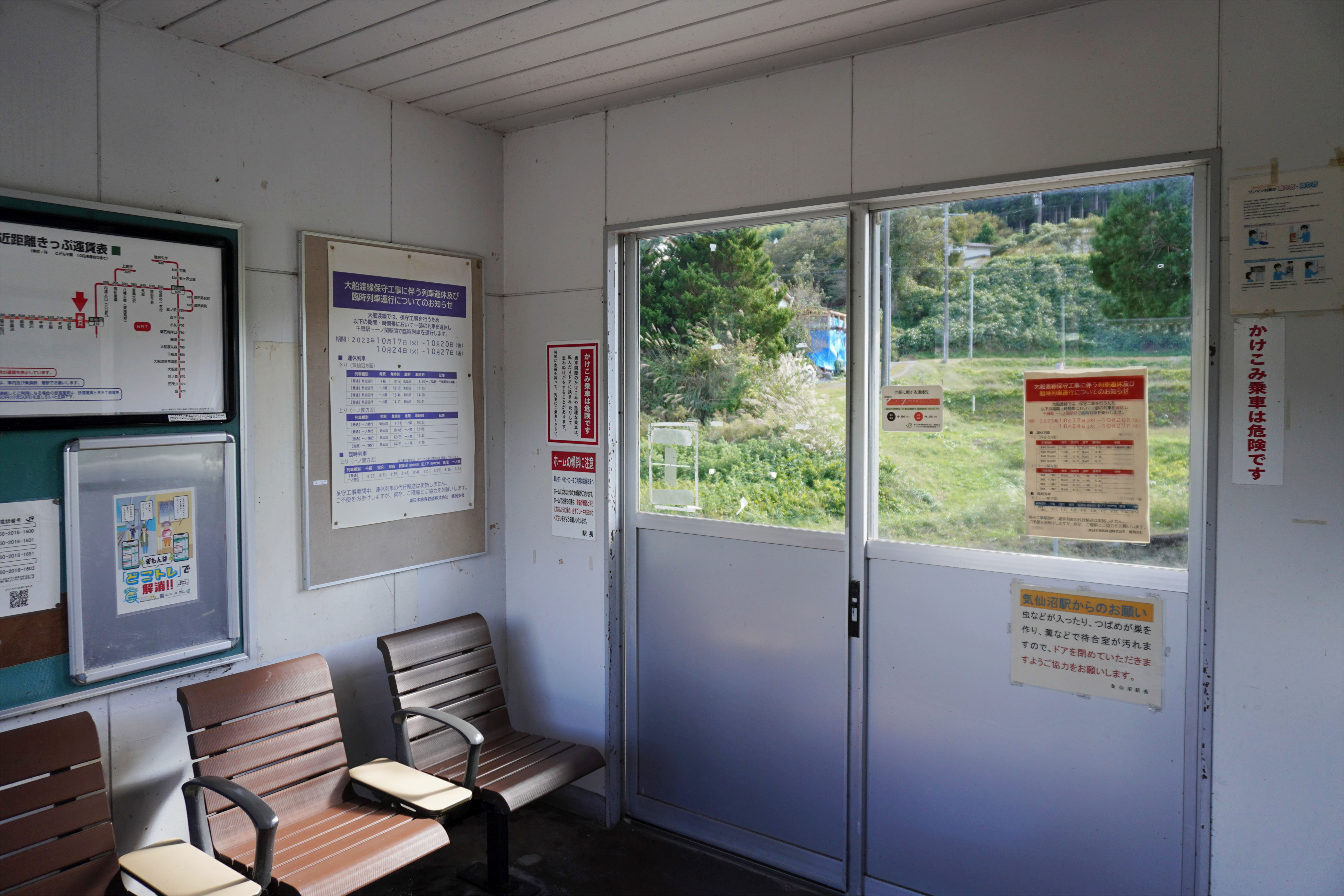
駅舎内（2023年10月）
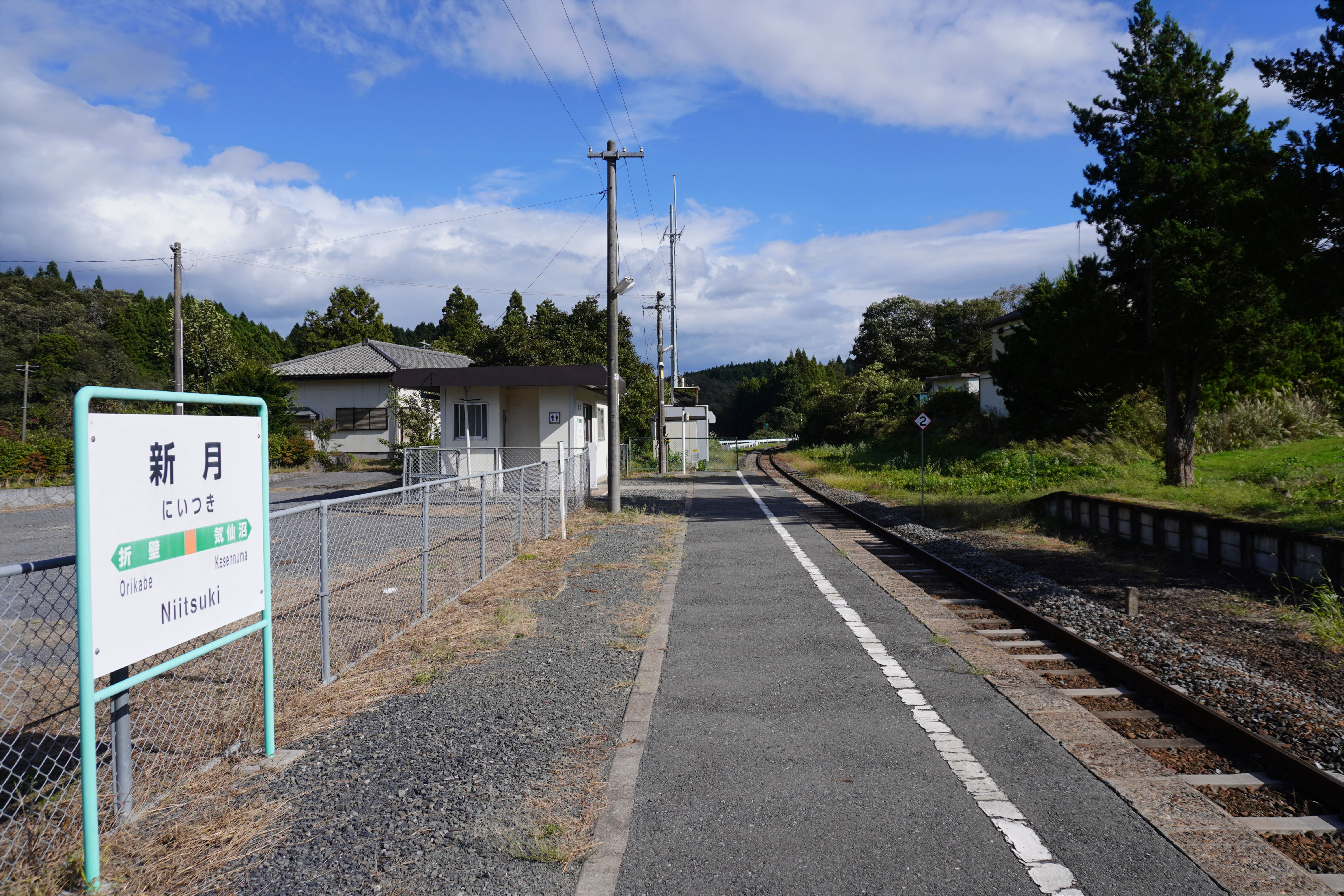
ホーム（2023年10月）

## 駅周辺
宮城県との県境の近くにある。
- 前木簡易郵便局
- 県道140号新月停車場線
- 国道284号

### バス路線
- 岩手県交通
  - 大船渡 - 一関線、特急一関線

## 隣の駅
東日本旅客鉄道（JR東日本）
■大船渡線
折壁駅 - 新月駅 - 気仙沼駅